# Tipula (Pterelachisus) gemula
Tipula (Pterelachisus) gemula is een tweevleugelige uit de familie langpootmuggen (Tipulidae). De soort komt voor in het Oriëntaals gebied.